# Hiệu ứng Eagle
Hiệu ứng Eagle, hiện tượng Eagle hay hiện tượng vùng nghịch lý, được đặt theo tên nhà khoa học Harry Eagle, người đầu tiên mô tả nó, ban đầu đề cập đến tác dụng kháng khuẩn giảm nghịch lý của penicillin ở liều cao, mặc dù việc sử dụng gần đây thường đề cập đến việc thiếu tương đối về hiệu quả của thuốc kháng khuẩn beta Lactam đối với các bệnh nhiễm trùng có số lượng lớn vi khuẩn. Tác dụng trước đây là nghịch lý vì hiệu quả của kháng sinh thường tăng lên khi tăng nồng độ thuốc.

## Cơ chế
Cơ chế đề xuất:
- Giảm biểu hiện protein gắn penicillin trong giai đoạn tăng trưởng tĩnh [4]
- Tạo ra các cơ chế kháng vi sinh vật (như beta lactamase với thời gian bán hủy ngắn) bằng nồng độ thuốc cao [5]
- Sự kết tủa của thuốc kháng khuẩn trong ống nghiệm,[1] cũng có thể dẫn đến thuốc kết tinh bị phát hiện sai là khuẩn lạc của vi khuẩn.
- Tự đối kháng với thụ thể mà nó liên kết (ví dụ như protein gắn với penicillin, trong trường hợp của penicillin).[6]

Penicillin là một loại kháng sinh diệt khuẩn hoạt động bằng cách ức chế tổng hợp thành tế bào nhưng quá trình tổng hợp này chỉ xảy ra khi vi khuẩn đang tích cực sao chép (hoặc trong giai đoạn đăng nhập của sự tăng trưởng). Trong trường hợp gánh nặng vi khuẩn rất cao (như với Nhóm A Strep), vi khuẩn có thể đang trong giai đoạn tăng trưởng ổn định. Trong trường hợp này vì không có vi khuẩn đang tích cực sao chép (có lẽ là do hạn chế chất dinh dưỡng) nên penicillin không có hoạt động. Đây là lý do tại sao thêm một loại kháng sinh như clindamycin, hoạt động theo cơ chế ribosome, giết chết một số vi khuẩn và đưa chúng trở lại giai đoạn tăng trưởng.